# Otto Beronius
Jonas Otto Beronius, född 11 september 1820 i Films socken, Uppsala län, död 2 februari 1895 i Strängnäs stadsförsamling, Strängnäs, Södermanlands län
, var en svensk ämbetsman och sångare (bas).

## Biografi
Beronius blev student vid Uppsala universitet 1838, filosofie magister 1848, och avlade kameralexamen 1850. Därefter var han ämbetsman i statlig tjänst och senare i olika försäkringsbolag. Beronius var bror till riksdagsmannen Victor Beronius. 

## "Glunten"
Otto Beronius är känd som en av De tre och en av Juvenalerna i kotteriet kring Gunnar Wennerberg i 1840-talets Uppsala. Hans smeknamn bland Juvenalerna, Glunten (dialektalt uppländskt ord för "pojken"), har gett namnet till de berömda duetterna Gluntarne. Beronius hade enligt Gunnar Wennerberg en vacker och mycket djup bas, "för hvilken naturen tycktes hafva glömt att sätta någon gräns nedåt".